# カントリー・ギターの魅力
『カントリー・ギターの魅力』（カントリー・ギターのみりょく）は、寺内タケシとブルー・ジーンズのアルバム。
寺内がかつて在籍していたジミー時田とマウンテン・プレイボーイズのメンバー(いかりや長介、ジャイアント吉田、藤井三雄、宮城久弥、名倉あきら)および尾崎孝がゲスト参加している。

## 収録曲
Side 1
1. 北風 - North Wind
2. サウスランド - This Is Southland
3. マンション・オン・ザ・ヒル - Mansion on the Hill
4. トーテム・ポール - Woman on the Totem Pole
5. スティール・ギター・ラグ - Steel Guitar Rag
6. ワイルドウッド・フラワー - Wildwood Flower

Side 2
1. ロンサム・ホイッスル - Lonesome Whistle
2. 新聞売りのジミー少年 - Jimmy Brown, the News Boy
3. リリース・ミー - Release Me
4. フレイト・トレイン - Freight Train
5. タイガー・ラグ - Tiger Rag
6. ギャザリング・フラワー - Gathering Flowers from the Hillside

## パーソネル
寺内タケシとブルー・ジーンズ
- 寺内タケシ (リード・ギター)
- 石井イワオ (サイド・ギター)
- 石井薫 (リズム・ギター)
- 桐生和史 (オルガン、シンセサイザー)
- 新庄ハジメ (ベース・ギター)
- 山本進一 (ドラムス)

ゲスト・プレイヤー
- ジミー時田 (ヴォーカル、ギター) *2-1～3
- ジャイアント吉田 (コーラス) *2-1
- いかりや長介 (ウッドベース) *2-1
- 藤井三雄 (スティール・ギター)
- 尾崎孝 (スティール・ギター)
- 宮城久弥 (フィドル)
- 名倉あきら (バンジョー)